# Amal Clooney
Amal Clooney, za svobodna Alamuddin (* 3. února 1978 Bejrút) je britská právnička, aktivistka a spisovatelka, původem z Libanonu.
V advokátní praxi se specializuje na mezinárodní právo, trestní právo, lidská práva a extradice. Zastupovala mimo jiné zakladatele WikiLeaks Juliana Assange nebo bývalou ukrajinskou premiérku Julii Tymošenkovou.

## Osobní život
Bakalářský stupeň právnického vzdělání získala v roce 2000 na koleji St. Hugh's College Oxfordské univerzity, na níž obdržela stipendium.. Magisterské studium následně absolvovala na Právnické fakultě New York University.
Dne 28. dubna 2014 se zasnoubila s americkým hercem Georgem Clooneym. Sňatek proběhl 27. září téhož roku v benátském paláci Ca' Farsetti. Oddávajícím se stal hercův přítel a bývalý římský starosta Walter Veltroni. Po sňatku přijala manželovo příjmení. 9. února 2017 Amal oznámila, že je těhotná a se svým manželem čekají dvojčata.
Plynně hovoří arabsky, anglicky a francouzsky. Otec je součástí libanonské drúzské komunity. Matka je sunnitská muslimka.